# Isidieus vingermos
Isidieus vingermos (Physcia clementei) is een korstmos uit de familie Physciaceae. Het groeit op boomstammen op goed verlichte plaatsen en zelden op rotsen. Ze lijken vooral voor te komen op plekken met zeer hoge puntbronemissies van ammoniak bij een lage achtergronddepositie.

## Determinatie
Uiterlijke kenmerken

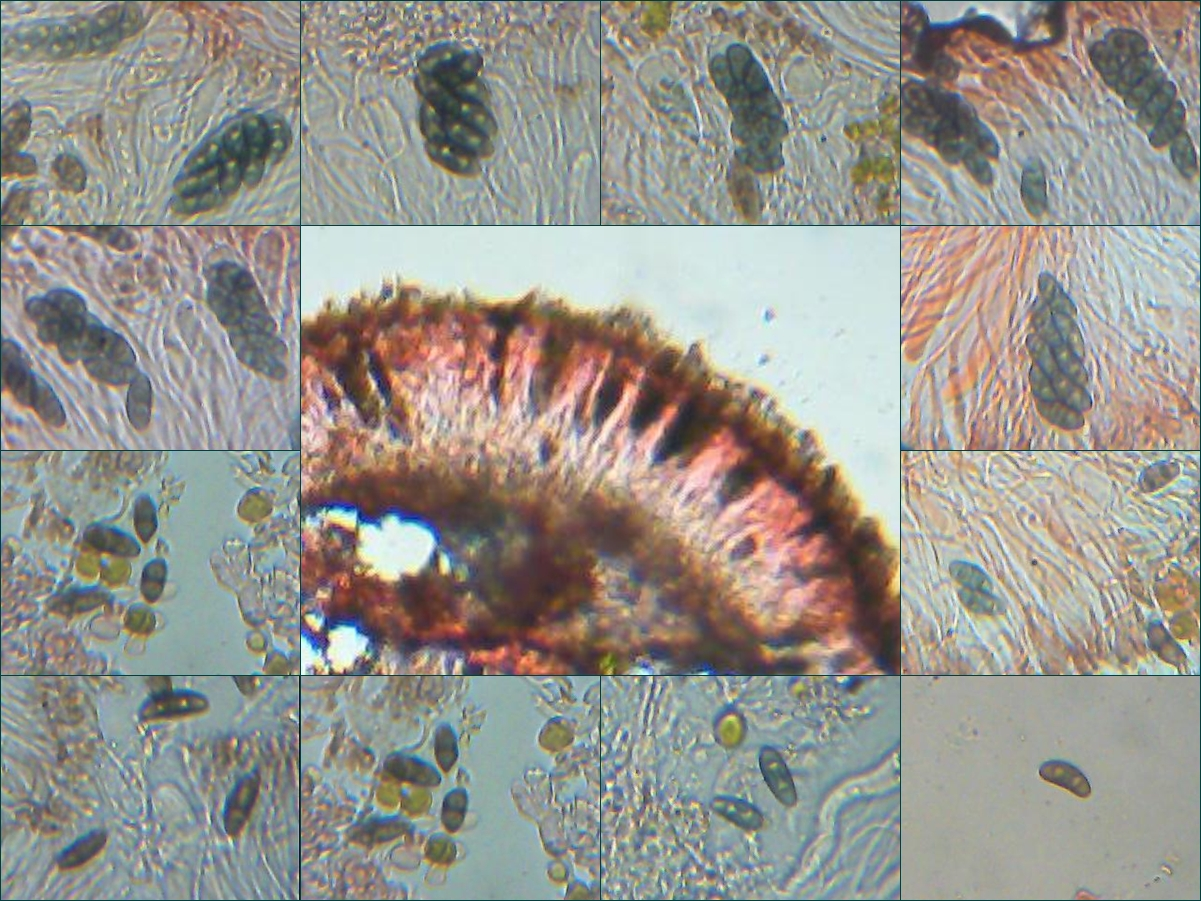
Ascosporen

Isidieus vingermos is een bladvormig korstmos waarvan het thallus een diameter bereikt van 2–5 cm. De fijn verdeelde liggende en tot iets opgerichte lobben zijn 0,3–0,6 mm breed. Ze zijn helder grijs, niet gemarmerd met een geelwittige onderkant en kunnen tot matjes samengroeien. De lobben vloeien niet samen en hebben meestal veel lege ruimte tussen elkaar. Isidiën zijn altijd aanwezig en bij oudere exemplaren ook langs de randen en zelfs bovenop de lobben. De kleur hiervan is grijs. Apotheciën zijn zeldzaam aanwezig (in Nederland nooit aanwezig) en hebben een diameter van 0,5–1,5 mm. De kleur is blauw-zwartachtig, blauw-paars, min of meer behaard de rand is gekarteld en in gelijke kleur als het thallus.
Isidieus vingermos vertoont de volgende kleurreacties: C-, K+ geel, P+ geel.
Gelijkende taxa
Het kan worden verward dennenmos (Imshaugia aleurites), maar deze heeft een oranje P+ reactie en groeit met name in een zuurder milieu.
Microscopische kenmerken
De ascosporen zijn bruin, breed ellipsoïde en hebben de afmeting 15–20 × 8–10 µm.

## Verspreiding
In Nederland is het een zeldzame soort. Isidieus vingermos is niet bedreigd en staat niet op de Nederlandse Rode Lijst.